# Dom van Meißen
De Dom van Meißen (Dom zu Meißen) is een protestantse kathedraal in Meißen in de Duitse deelstaat Saksen. Het imposante kerkgebouw draagt het patrocinium  van Sint-Johannes en Sint-Donatus. Donatus van Arezzo was de patroonheilige van het vroegere bisdom Meißen en is een van de patroonheiligen van het huidige bisdom Dresden-Meißen. Samen met de Albrechtsburcht vormt de domkerk een bijzonder mooi gebouwenensemble dat zich op de Burgberg boven de oude binnenstad van Meißen verheft. De kerk is een zuiver voorbeeld van Duitse gotiek en bezit een van de rijkste kerkinventarissen in Saksen.

## Functie
De domkerk staat in de traditie van de stichting van het bisdom Meißen door koning Otto I in het jaar 968. Tot 1581 was de kathedraal de zetelkerk van de rooms-katholieke bisschoppen van Meißen. In 1581 werd de dom een luthers kerkgebouw. Tegenwoordig is de kerk de zetelkerk voor de bisschop van de protestants-lutherse kerk in Saksen. Het katholieke bisdom Dresden-Meißen heeft zijn kathedraal sinds 1980 in Dresden.

## Bouwgeschiedenis

#### Voorganger

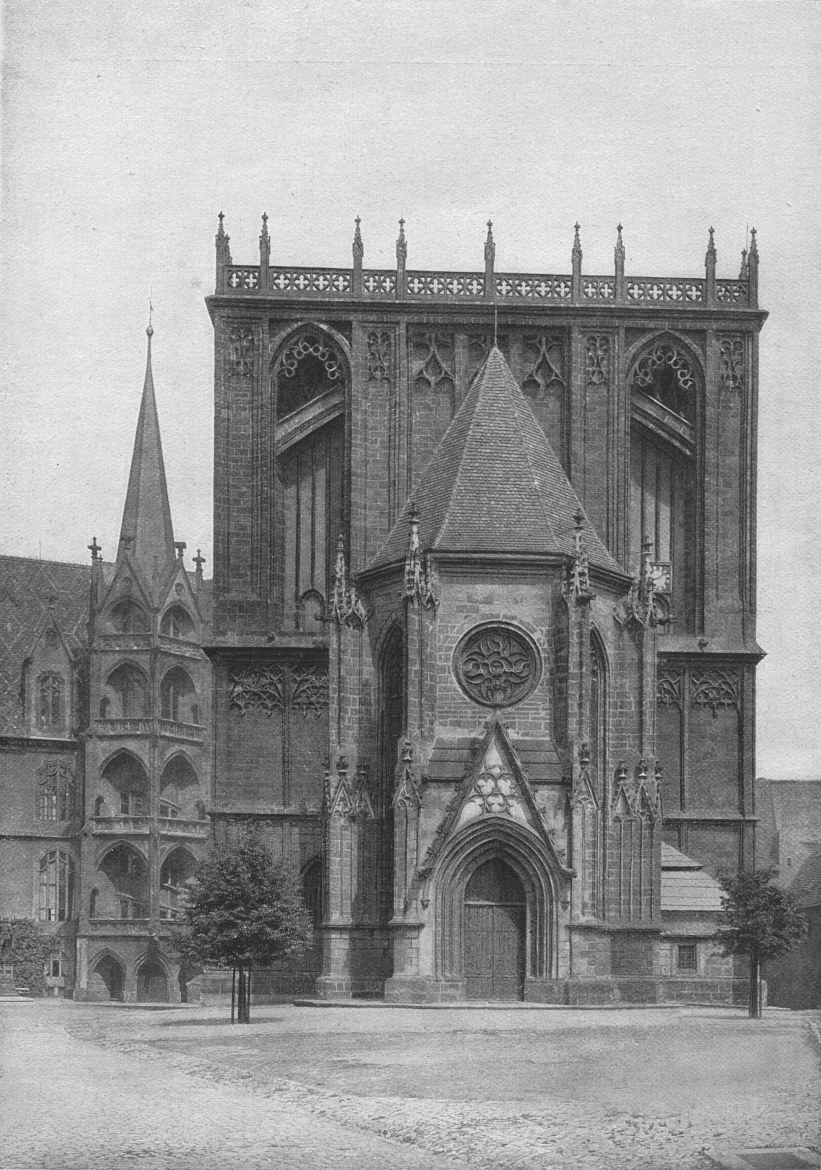
Het westelijke front voor de voltooiing van de torens tussen 1903 en 1909

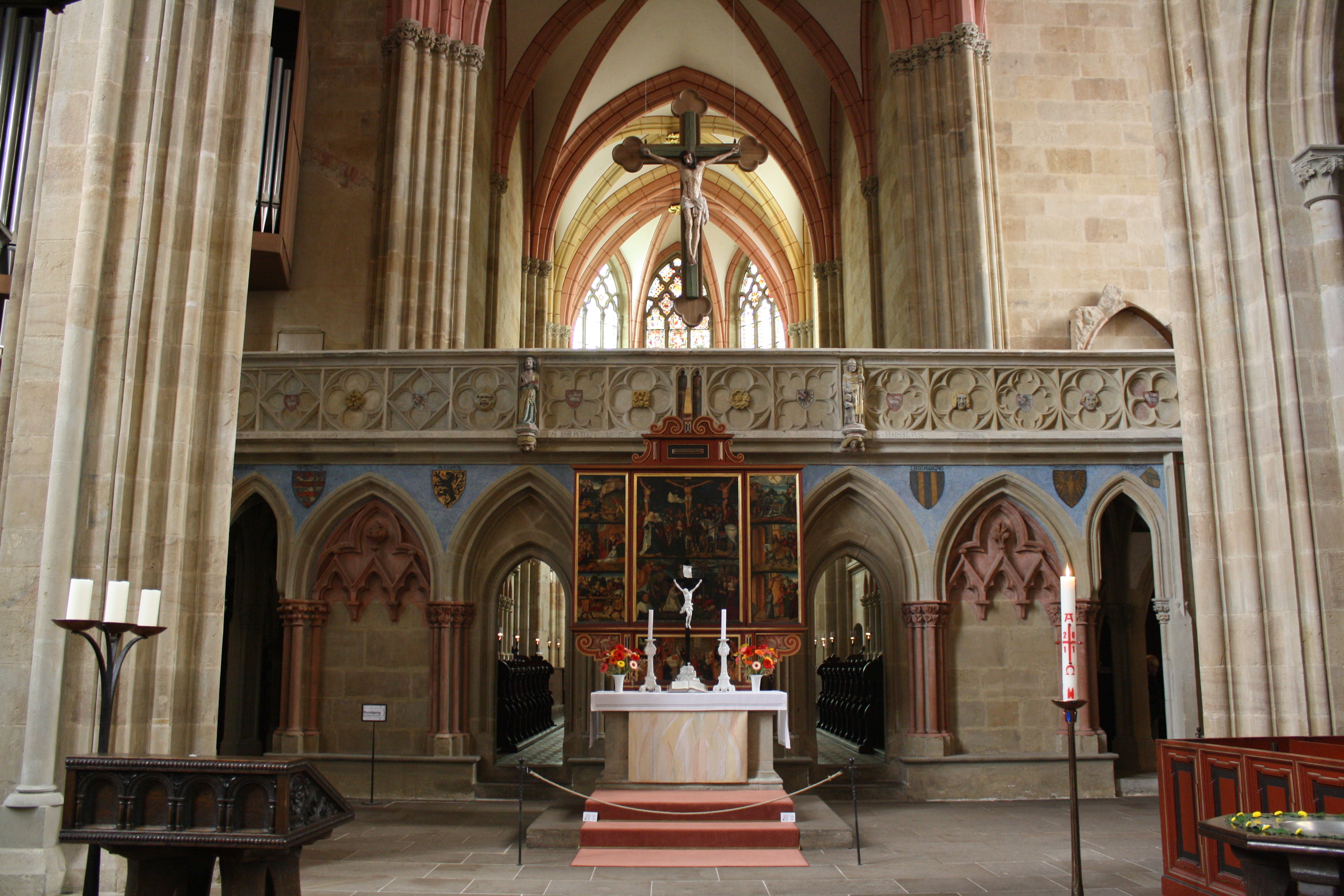
Doksaal

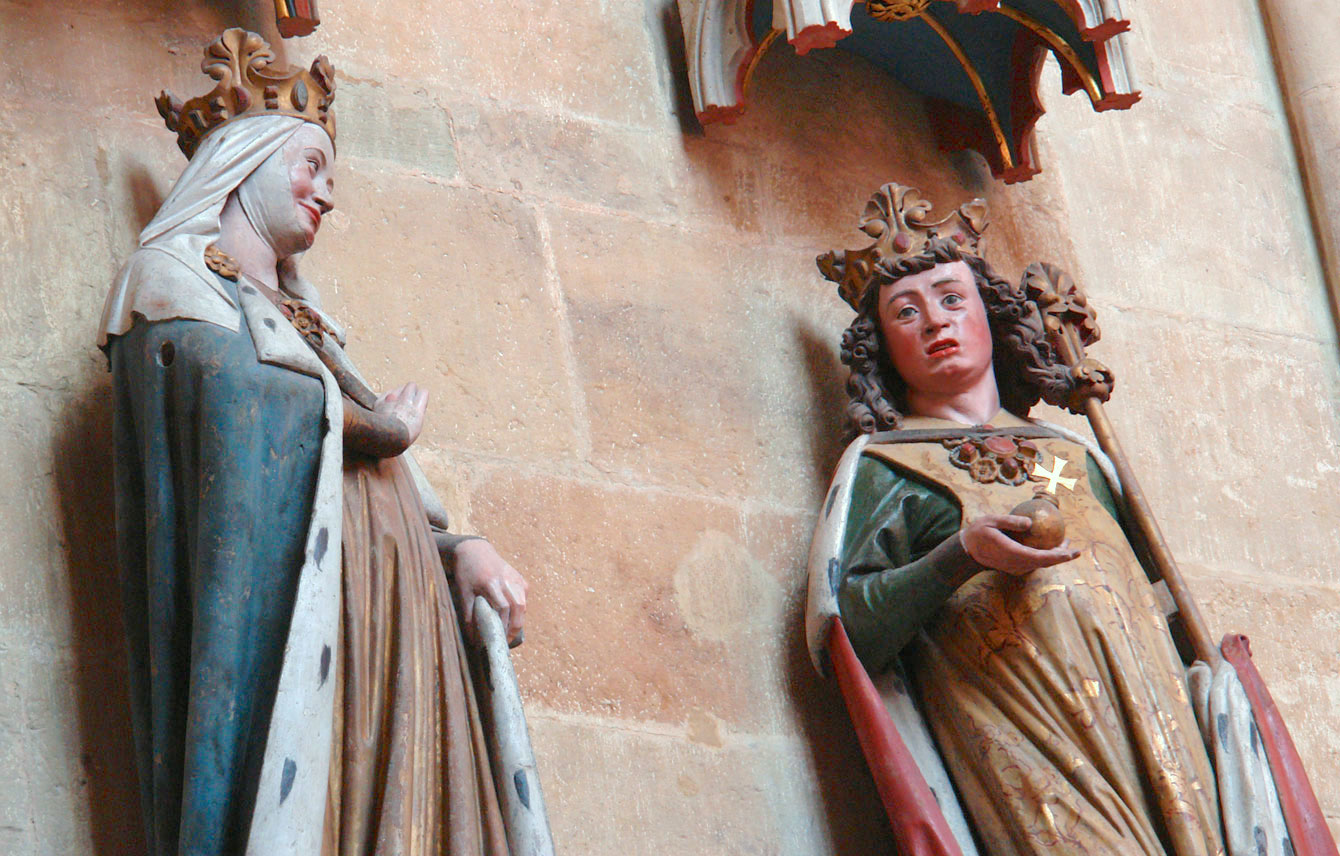
Beelden van de stichters van de dom

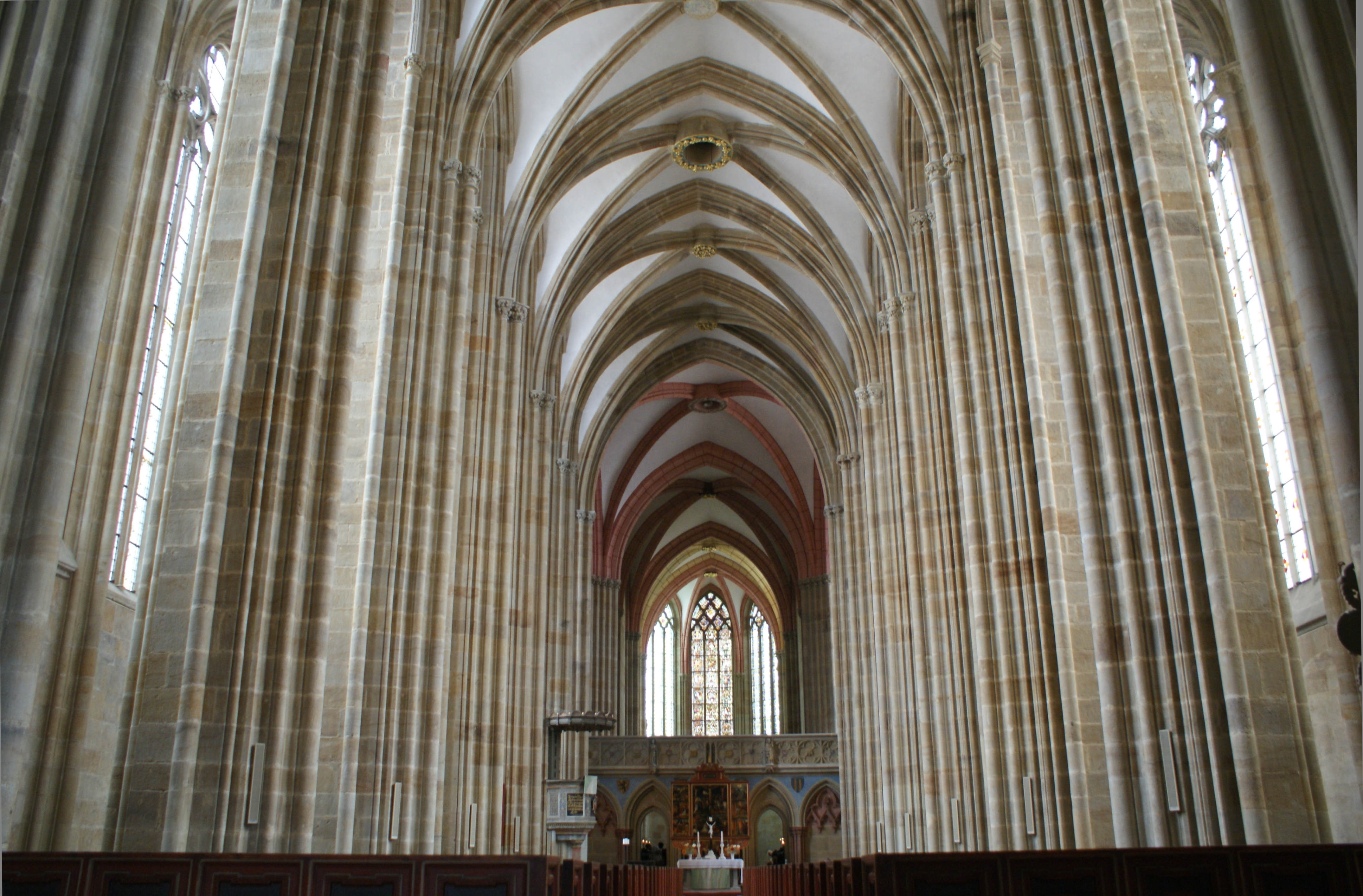
Kerkschip

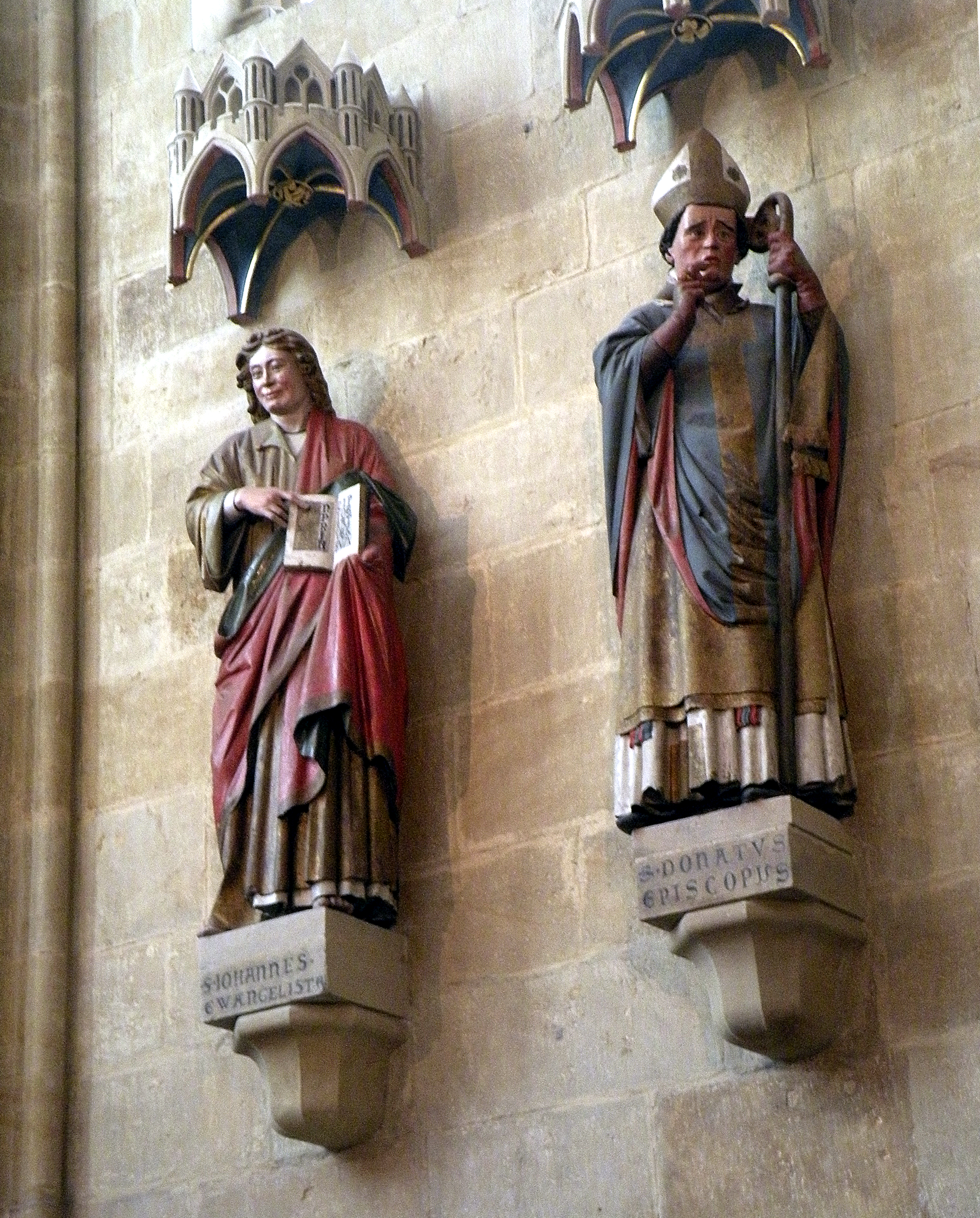
De beelden van de patroonheiligen

De voorganger van de huidige dom kwam voort uit een in 968, in verband met de stichting van het bisdom, opgerichte kapel. Deze bescheiden kapel werd in de jaren 1006-1073 vervangen door een romaanse basiliek met vier torens, die men de status van kathedraal gaf.

#### De bouw van een hallenkerk
Rond 1260 werd met de eigenlijke bouw van de dom als gotische hallenkerk begonnen. Vanaf 1268 was de bouw zover gevorderd, dat het koor en de kruisgang in gebruik konden worden genomen. De Maria Magdalenakapel aan de oostzijde (1280), de achthoekige Johanneskapel (1291) en de kapittelzaal (1297) volgden al snel in de jaren daarop. Vervolgens nam de bouw aan de domkerk meerdere decennia in beslag. Het kerkschip werd pas voltooid in 1410. Slechts drie jaar later, in 1413, werd het westelijke front met de beide vanaf 1315 gebouwde torens door een blikseminslag verwoest. Sindsdien bezat de domkerk slecht één toren, de zogenaamde Höckrige toren aan de oostzijde, die in 1909 grondig werd gerenoveerd. De beide 81 meter hoge torens van de westelijke gevel werden eerstsamen met de vierde verdieping van de dom tussen 1903 en 1909 naar een neogotisch ontwerp van de architect Carl Schäfer uit Karlsruhe gebouwd.

#### Vorstenkapel
Markgraaf Frederik de Strijdbare liet op het westen van de kerk in 1425 de Vorstenkapel (Fürstenkapelle) als nieuwe grafkapel voor de leden van het Huis Wettin bouwen. Hiermee werd het oude westelijke portaal uit 1400 een binnenportaal. De Vorstenkapel bezit een rijk versierd netgewelf uit de jaren 1443-1446. Frederik de Strijdbare werd zelf hier ter ruste gelegd. Zijn bronzen tombe stamt waarschijnlijk uit de Neurenbergse ijzergieterij Vischer. In de dom zijn nog 164 andere grafmonumenten aanwezig.

#### Kruisgang en Georgskapel
De kruisgang uit 1470-1471 heeft kunstzinnige diamantgewelven. Tussen 1470 en 1477 plaatste Arnold van Westfalen een vormenrijke derde verdieping op de dom. De sacristie ontstond in 1504. In de rond 1530 aangebouwde laatgotische Georgskapel (Georgskapelle) werden hertog George en zijn gemalin Barbara bijgezet. Wolf Caspar van Klengel bracht in 1677 het stucplafond van de kapel aan.

## Interieur
Tot de waarvolle objecten van de dom behoren de rond 1260 gemaakte stenen beelden van de stichters en de patroonheiligen van de kerk. Ze stammen uit de werkplaats van de Naumburger dom en hebben een plaats gekregen aan de koormuur. Te zien zijn de beelden van keizer Otto I (regering 936-973) en zijn vrouw Adelheid van Bourgondië, die samen het bisdom Meißen stichtten, en Johannes de Evangelist en Donatus, bisschop van Arrezo. Belangrijk zijn ook de beelden van Johannes de Doper, Maria met het Kind en dat van de diaken Stefanus in de Johanneskapel.
Het doksaal werd in 1260 gebouwd. Het laatgotische hoogaltaar stamt uit het begin van de 16e eeuw, het koorgestoelte uit 1529 en de zandstenen kansel uit 1591. De panelen van het lekenaltaar voor het doksaal werd in 1526 of, waarschijnlijker, rond 1540 vervaardigd in het atelier van Lucas Cranach de Oudere. Het middendeel stelt de Kruisiging voor, de vleugels de Heilige Kruisvinding. Het retabel in de Georgekapel is een werk uit 1535 en zou van de hand van Lucas Cranach de Oudere zelf zijn. Van de ooit 30 aanwezige altaren in de dom vielen de meeste ten prooi aan de gevolgen van de reformatie. Het crucifix en de altaarkandelaren van porselein uit Meißen werden gemaakt door Johann Joachim Kändler.

## Klokken
De Johannesklok werd ter gelegenheid van het 1000-jarig jubileum van Meißen in 1929 door Otto Schilling in Apolda gegoten. Het ontwerp van de klok was afkomstig van Emil Börner, de toenmalige directeur van de porseleinfabriek in Meißen. De klok weegt 7.820 kg., heeft een doorsnee van 2,20 meter en is een van de meeste figurenrijke klokken ter wereld. Voorgesteld worden scènes uit de Openbaringen, Christus als Wereldrechter en het Jongste Gericht. De kroon van de klok was versierd met de vier evangelisten. In 1941 werd de klok naar het klokkenkerkhof te Hamburg getransporteerd om hem daar voor de oorlogsindustrie om te laten smelten. Zover kwam het echter niet en de klok keerde na de oorlog terug naar de dom. In 1977 brak echter een beugel van de kroon, de klok stortte naar beneden en kantelde ten slotte in de klokkenstoel. De oorzaak betrof het gevolg van schade aan de ophanging door zure regen en scheuren in de kroon die bij een bombardement op haven van Hamburg waren ontstaan. Later werd de kerk weer provisorisch zonder kroon opgehangen. De klok werd in 2010 met nieuwe technieken gerestaureerd en op 24 december 2010 weer voor het eerst geluid.
De slagtoon van de Johannesklok is g0. Uit het jaar 1929 stamt eveneens de kleinste klok (f1). Het gelui werd in 1959 aangevuld met drie door Franz Peter Schilling in Apolda gegoten klokken in de tonen b0, c1 en es1. De vier kleinere klokken hangen in de zuidelijke toren, de grote Johannesklok is in de noordelijke toren ondergebracht.

## Orgel
Het orgel van de kathedraal werd in 1972 door de firma Hermann Eule uit Bautzen gebouwd en voor het laatst in 2008 gereviseerd.

## Afmetingen
- Lengte van het schip: 97,30 meter
- Hoogte middenschip: 17,80 meter
- Torenhoogte (ongeveer): 81 meter